# مجموعه آبشارها و آسیاب‌های آبی شوشتر
مجموعه آبشارها و آسیاب‌های آبی شوشتر، یکی از بخشهای سیزده‌گانه سیستم آبی تاریخی شوشتر (سازه‌های آبی شوشتر) می‌باشد. این مجموعه به همراه دوازده اثر دیگر در نشست سالانه کمیته میراث جهانی یونسکو در ۲۶ ژوئن ۲۰۰۹ (۵ تیرماه ۱۳۸۸) در شهر سویل اسپانیا، با احراز معیارهای ۱، ۲ و ۵، با عنوان سیستم آبی تاریخی شوشتر به صورت یکجا به عنوان دهمین اثر ایران در فهرست میراث جهانی یونسکو با شماره ۱۳۱۵ به ثبت رسیده‌اند. این مجموعه در کنار پل بند گرگر و در مسیر رودخانه دست کند گرگر ساخته شده است. همچنین این اثر با نام مجموعه تاریخی آبشارهای شوشتر در تاریخ ۱۷ آذر ۱۳۷۷ با شمارهٔ ثبت ۲۱۸۰ به‌عنوان یکی از آثار ملی ایران به ثبت رسیده است.

## اجزای مجموعه آبشارها و آسیابهای آبی شوشتر

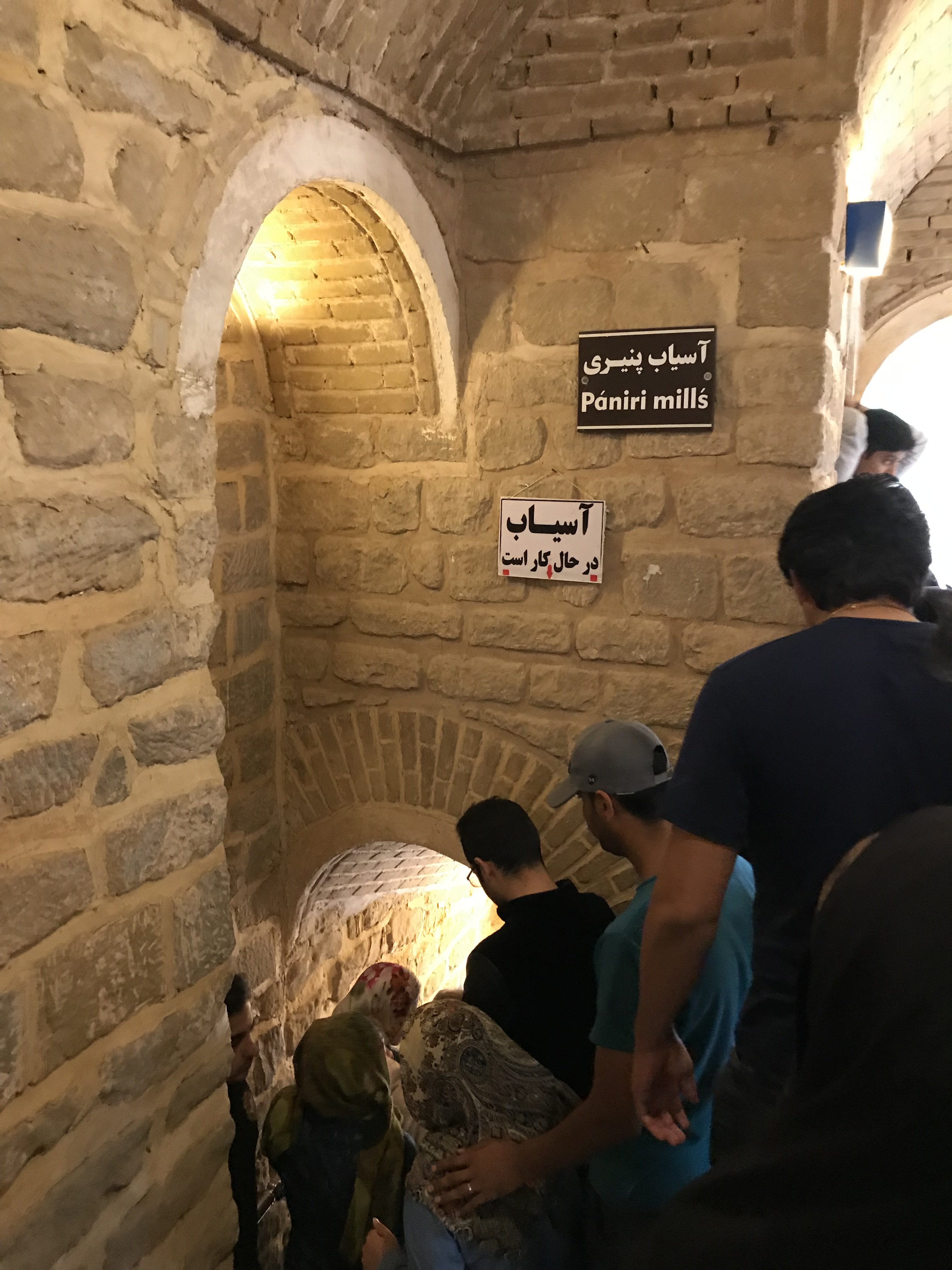
صف گردشگران برای بازدید از آسیاب‌های آبی در حال کار، فروردین ۱۳۹۸

در این مجموعه باستانی تعداد قابل توجهی آسیاب آبی وجود دارد و نمونه کامل و بزرگی از به‌کارگیری نیروی آب برای چرخاندن آسیاب‌ها را می‌توان در آن مشاهده نمود. اجزای این مجموعه به شرح زیر می‌باشد:

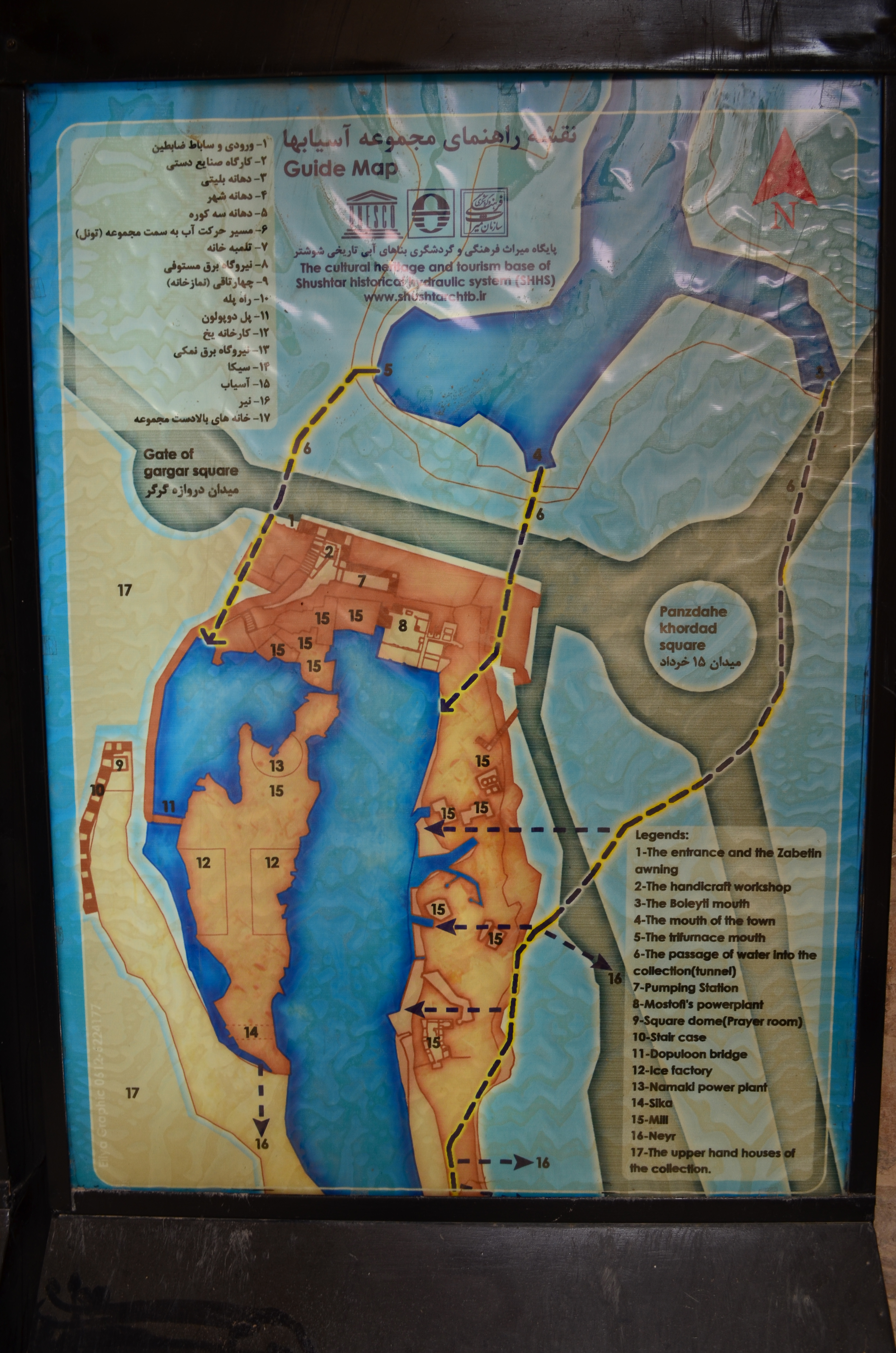
جانمایی بخشهای مختلف مجموعه آبشارها و آسیاب‌های آبی شوشتر

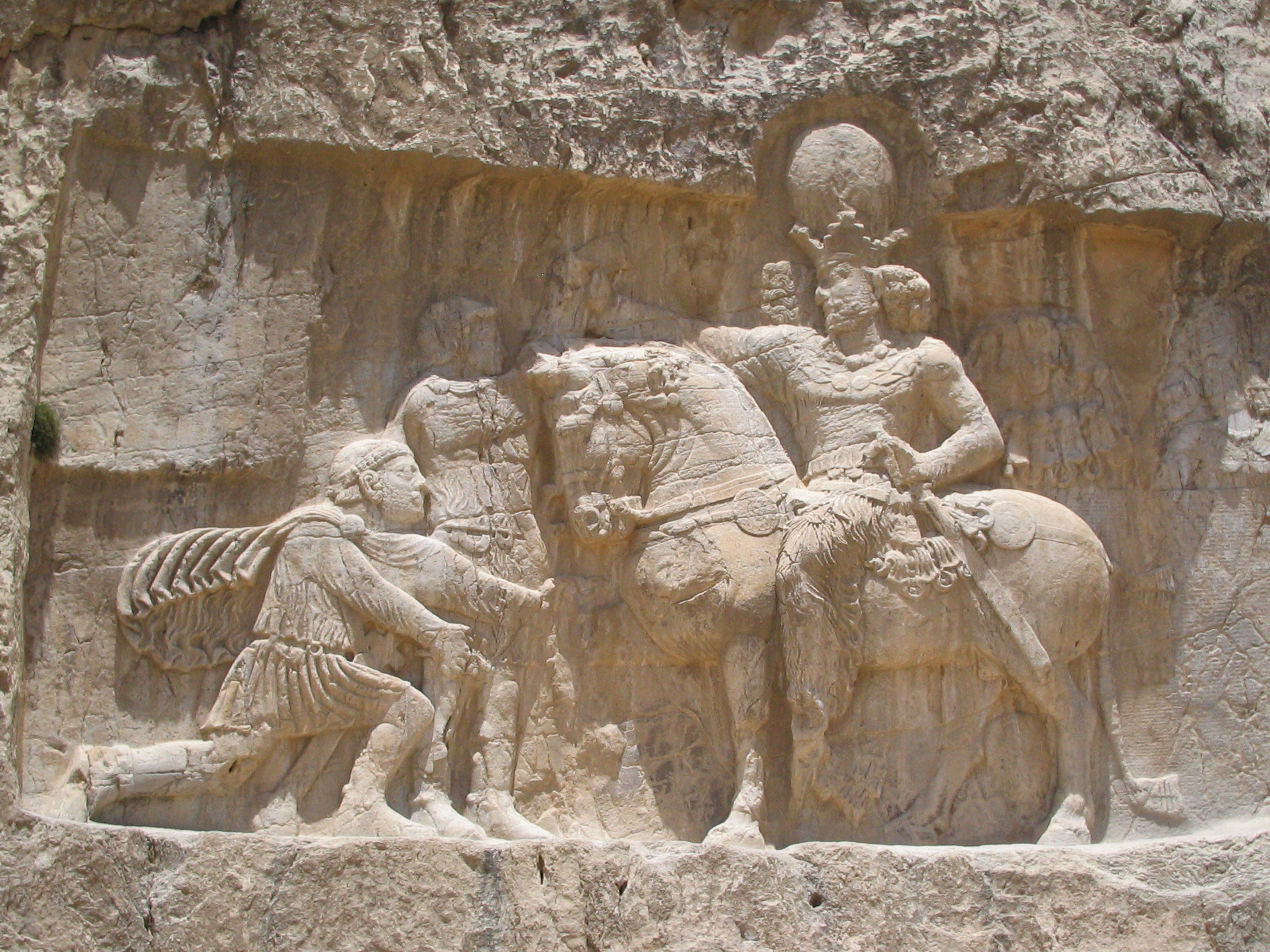
شاپور یکم ساسانی در نقش رستم، شاپور ساسانی از اسیران معمار رومی در ساخت پلها و بندها و رودها در شوشتر استفاده کرد. این نقش، شکست والریانوس، امپراتور روم را به‌تصویر می‌کشد.

- پل بند گرگر
- تونل بلیتی
- تونل دهانهٔ شهر
- تونل سه کوره
- آسیاب‌ها
- پلکان‌های مجموعه آسیاب‌ها
- ساباطهای مجموعه آسیاب‌ها
- تأسیسات جدید مجموعه آسیاب‌ها
- پل دوپلون
- سیکا
- چهارطاقی

## انواع آسیاب‌ها

### آسیاب‌های پره‌ای
این آسیاب آبی از محوری عمودی و تعدادی پره قاشقی شکل تشکیل شده است. که آب را از سطح بالا به پایین انتقال می‌دهد که به آن تنوره می‌گویند. آب از مجرای خروجی تنوره با فشار خارج می‌شود و به پره برخورد می‌کند و محور عمودی که بالای آن به سنگ آسیاب آبی است را گردانده و گندم را آرد می‌کند.

### آسیاب‌های چرخه
این آسیاب آبی دارای محوری افقی است که توسط چرخ دنده تبدیل به محوری عمودی می‌شود.

### آسیاب‌های شناور
تفاوت آن با آسیاب رو گرد در سیستم به حرکت درآمدن چرخ یا پره آسیاب آبی و محل احداث آن می‌باشد؛ زیرا آسیاب روگرد معمولاً در کنار رودخانه قرار داشته یا از طریق قنات که بر روی پره‌های آن می‌ریزد به حرکت در می‌آید. ولی آسیاب شناور در میان رودخانه ساخته می‌شده و آب از زیر پره‌های آن عبور کرده و در اثر برخورد با پره‌ها آن را به حرکت درمی‌آورد در نتیجه نیروی تولید شده توسط پره‌ها، از طریق محور افقی به کمک دو چرخ دنده به محور عمودی منتقل شده و باعث به حرکت درآمدن سنگ و در نتیجه خرد شدن گندم می‌شود. آسیاب تنوره‌ای و روگرد در منطق کم آب قابل استفاده بوده در حالی که آسیاب‌های شناور در مناطق مسطح و پر آب ساخته می‌شد.

## ویژگی بنا

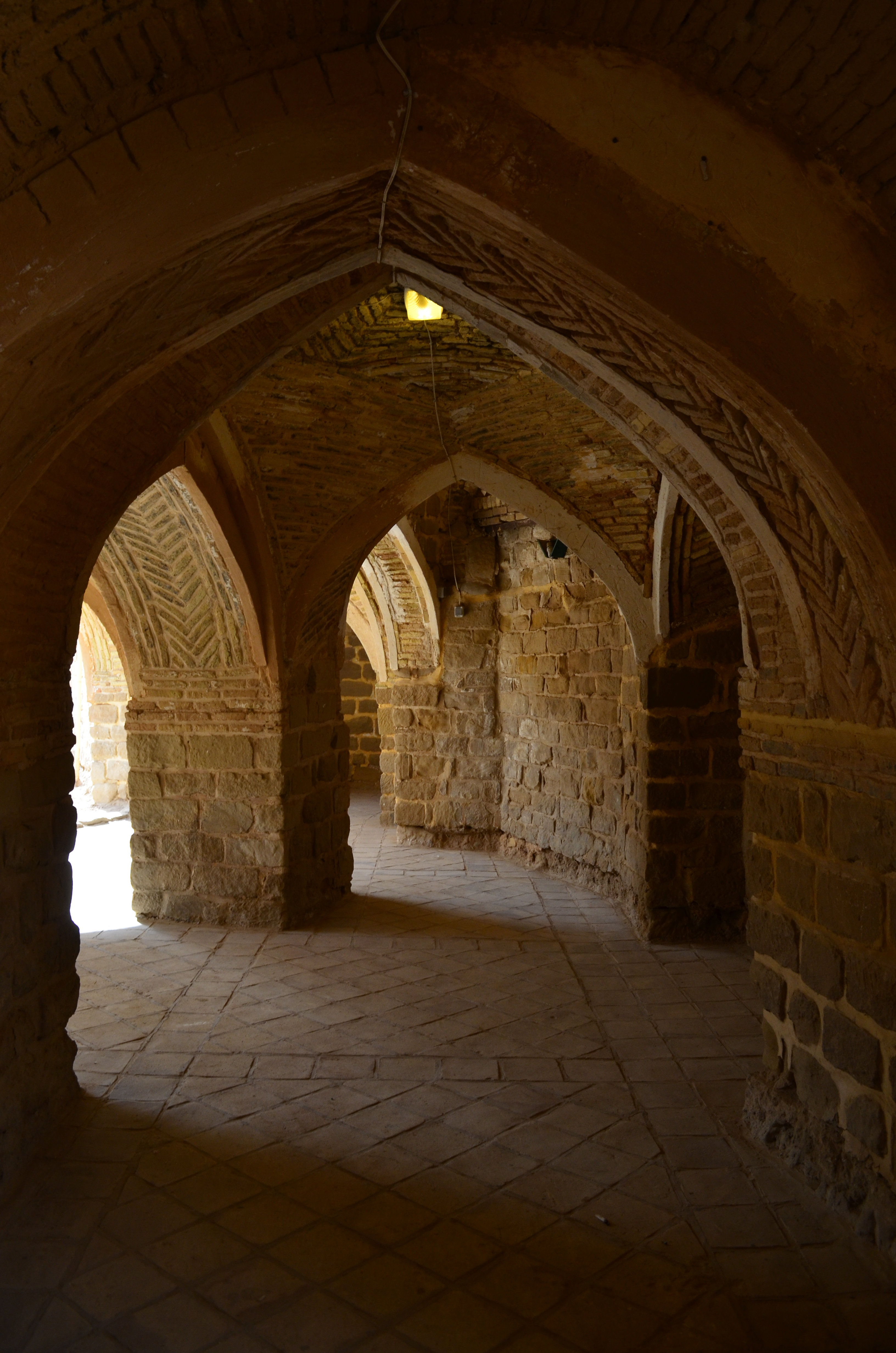
فضای ورودی آسیابها

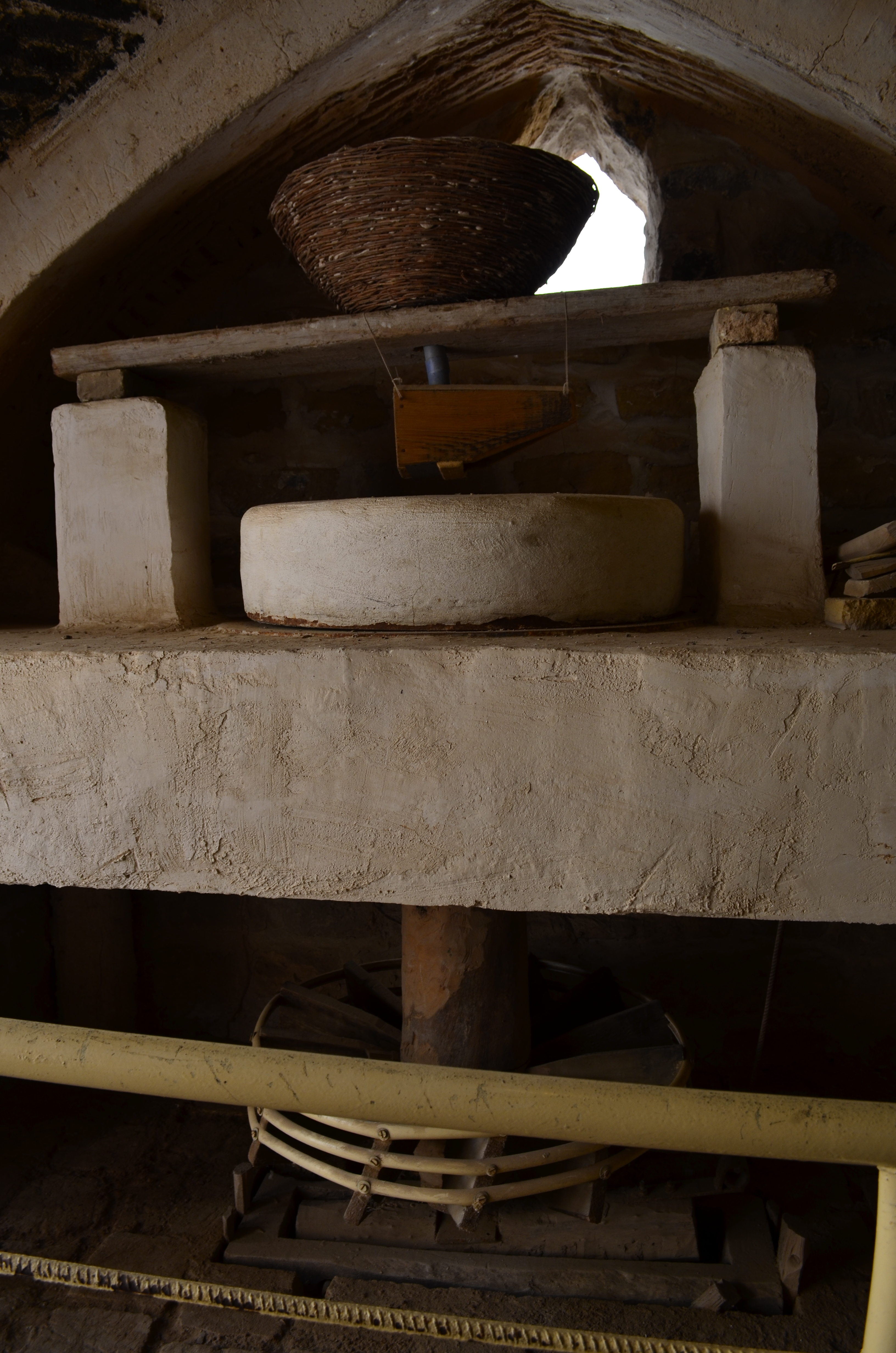
سنگ آسیاب آبی

مجموعه آسیاب‌ها و آبشارهای شوشتر از بی‌مانندترین نمونه‌هایی است که جهت استفاده بهینه از آب در ادوار کهن مورد بهره‌برداری قرار گرفته است. این محوطه مجموعه‌ایی از سد، تونل‌ها، کانال‌های فرعی و آسیاب‌های آبی است که به صورت یک مجموعه صنعتی-اقتصادی بوده و جزئی از مجموعه بزرگ سازه‌های آبی شوشتر می‌باشد که در کتب تاریخی مکرراً به آن اشاره گردیده است. اساس کار مجموعه به این صورت است که سد گرگر مسیر رودخانه را مسدود کرده و سطح آب را برای آبگیری سه تونل حفر شده در تخته سنگ بالا می‌آورد.
تونل‌های سه‌گانه آب را به مجموعه هدایت می‌کنند و به کانال‌های متعددی تقسیم می‌شوند که پس از گرداندن چرخ آسیاب‌ها، آب به صورت آبشارهایی به محوطه‌ای حوضچه مانند سرازیر می‌شود. یکی از ویژگی‌های بسیار بارز مجموعه آسیابها و آبشارها مجاورت آن با بافت تاریخی شهر شوشتر است.
این محوطه علاوه بر استفاده‌های صنعتی، در روزهای کم آبی نیز، آب مورد نیاز ساکنان را تأمین می‌نمود. یک ویژگی بسیار زیبا و منحصر به‌فرد بصری نیز که در این مجموعه وجود دارد و جلوه‌ایی خاص به آن می‌بخشد، این است که آب حاصل از پساب آسیاب‌ها به صورت آبشارهای مصنوعی زیبا به محوطه‌ای حوضچه مانند می‌ریزد که منظره‌ای چشم‌نواز و دل‌انگیز را در مقابل دیدگان هر بیننده به وجود می‌آورد. همچنین در محوطه پشت بند که محل آبگیری سه تونل معروف سه کوره، دهانه شهر و بلیتی است نیز چشم‌انداز زیبایی به چشم می‌خورد. مجموعه آسیابها و آبشارهای شوشتر با توجه به زمان ساخت از شاهکارهای فنی و مهندسی در جهان است.
این شاهکار مهندسی هم در ایران و هم در جهان بی‌نظیر است. بدون شک با توجه به اهمیت شهر شوشتر در برهه‌هایی از تاریخ و توجه ویژه به احداث تأسیسات آبی در این منطقه که از فنون مهندسی پیچیده‌ایی سود می‌جوید، ما را در نتیجه نهایی مصمم می‌نماید که احداث آسیاب‌ها را متعلق به دوران کهن و حتی هم عصر با ساسانیان بدانیم. علاوه بر موارد ذکر شده، برخی پیچیدگی‌هایی که در طراحی تونل‌های آبرسانی وجود دارد، جهت بهره‌برداری غیر از مصارفی همچون آبیاری اراضی بوده. تونل‌های سه‌گانه در پشت پل بند گرگر، وظیفه انتقال حجم معینی از آب را برای به حرکت درآوردن پره‌های آسیاب برعهده داشته‌اند. مجموعه آسیاب‌ها و آبشارهای شوشتر در مسیر رودخانه گرگر که خود از شاهکارهای فنی و مهندسی اعصار کهن است بنا گردیده.
رود گرگر کاملاً به صورت دست کند می‌باشد و احداث آن را به اردشیر بابکان، شاهنشاه ساسانی نسبت داده‌اند. لیکن در مطالعات باستان‌شناسی این تاریخ به عقب‌تر برده شده است.
موقعیت ممتاز و شرایط مناسب زندگی در شوشتر به دلیل مجاورت با رودخانه کارون امکانات مناسبی را برای اقدام مستقر در این منطقه فراهم کرده است.
قدیمی‌ترین آثار شناخته شده در شوشتر مربوط به دوران پارینه سنگی و پیش از تاریخ بوده است.
این شهر در دوره ایلامی به دلیل نزدیکی به معبد چغازنبیل از اعتبار ویژه‌ایی برخوردار بوده و دردوره هخامنشی مزداریون و سازه‌های آبی آن پایه‌ریزی شدند.
شوشتر در دوره اشکانیان پایتخت حاکمان محلی خوزستان بوده و در زمان ساسانیان یکی از مراکز مهم خوزستان به‌شمار رفته است.
تجدید بنای شوشتر را به اردشیر بابکان نسبت می‌دهند و و در این دوره است که شوشتر به صورت جزیره‌ای میان آب‌ها قرار گرفته و معماری گسترده آبی به صورت کانالها، پل بندها و آسیاب‌ها در گوشه کنار آن شکل گرفتند.
پس از وی به روایت تاریخ در زمان شاپور ساسانی، آبادانی شوشتر به اتمام رسید و این شهر درخشان‌ترین دوره تاریخی حیات خود را گذرانده و با تجهیز تأسیسات آبیاری، کشاورزی در این شهر رونق فراوان گرفت.
شوشتر را می‌توان موزه بناها و سازه‌های آبی دانست که این بناها از نظر عملکرد به یکدیگر وابسته‌اند و از این جهت شهری کم‌نظیر در سراسر جهان است.
در تابستان ۸۷ مجموعه سازه‌های آبی شوشتر مشتمل بر بند میزان، آسیاب‌های آبی، قلعه سلاسل، بند گرگر، بند خاک، پل بند شادوران، بند برج عیار، پل لشکر، بند ماهی باران، بند شرابدار و میل مناره کلاه فرنگی در فهرست آثار جهانی یونسکو به عنوان دهمین اثر از ایران به ثبت رسید.

## تهدیدها
با وجود اینکه آسیاب‌های آبی تاریخی و مجموعه هیدرولیکی آبشارها و کانالها از حدود ۲۰۰۰ سال پیش تاکنون در حال کار هستند، در سال‌های اخیر تهدیدهای جدی برای این میراث جهانی پیش آمده که عدم رسیدگی به آنها باعث تخریب قریب‌الوقوع این آثار خواهد شد.

### رانش دیواره غربی مجموعه آبشارها و آسیاب‌های آبی
از دهه ۱۳۸۰ خورشیدی تاکنون هشدارهای بسیاری در مورد رانش دیواره غربی مجموعه آبشارها وآسیابهای آبی داده شده اما اقدام مشخصی برای کنترل آن صورت نگرفته است. در صورت ریزش این دیواره تخریب آسیاب‌های آبی باستانی در این میراث جهانی حتمی است. تاکنون هیچ بررسی جامعی برای یافتن دلایل رانش و آغاز ریزش دیواره‌ها و ابنیه این میراث جهانی ذکر نشده، ولی از دلایل احتمالی این رانش به نشت آب و فاضلاب شهری از دیواره غربی این اثر و بارگذاری بیش از حد و احداث ساختمانهای جدید در نزدیکی این دیواره نام برده شده است.

### تخریب در اثر عدم تأمین حقابه
عدم تأمین حقابه مجموعه آبشارها و آسیاب‌های آبی شوشتر به فرو ریزش برخی قسمتهای آن منجر شده است. به‌علاوه کاهش جریان آب کارون در اثر انتقال آب بین حوضه‌ای، برداشت بی‌رویه آب در این رودخانه و نوسانهای آب توسط بهره‌برداران سد تنظیمی گتوند در بالادست باعث شده تا جریان آب در برخی کانالهای باستانی به‌طور متناوب قطع و وصل شود. این نوسانات باعث شوک رطوبتی و خطر تخریب این کانالهای باستانی شده است.
به‌علاوه، کاهش دبی و پایین آمدن سطح آب رود کارون، ملات‌های ماسه‌سنگی طاق را سست کرده و موجب تخریب برخی از آنها شده است.

### ریزش تونل بلیتی
تونل باستانی بلیتی که آب را از رود گرگر به مجموعه آبشارها و آسیاب‌های آبی منتقل می‌کند در سال‌های گذشته چند بار ریزش کرده است. تداخل تأسیسات شهری، کاهش شدید دبی کارون و کاهش رطوبت که باعث سستی ماسه‌سنگهای به کار رفته در این تونل می‌شود و همچنین ساخت ساختمان بر روی این تونل باستانی از دلایل این تخریبها اعلام شده است.